# Sent i augusti
Sent i augusti är en svensk kortfilm från 1997, skriven och regisserad av Jakob Söe-Pedersen. I rollerna ses Sten Ljunggren och Gerd Hegnell.

## Handling
Olof börjar bli gammal och har aldrig haft ett förhållande med en kvinna. När han till slut träffar en är hans första tanke att fly. Kvinnans list övergår dock mannens förstånd.

## Rollista
- Sten Ljunggren – Olof
- Gerd Hegnell – kvinnan

## Om filmen
Sent i augusti producerades av Söe-Pedersen för JSP Film, Sandrew Film AB och Dramatiska Institutet. Den fotades av Peter Palm, klipptes av Line Schou och innehöll musiken komponerad av Mathias Risberg. Den premiärvisades 1 februari 1997 på Göteborgs filmfestival.